# Квинтана (Тексас)
Квинтана (енгл. Quintana) град је у америчкој савезној држави Тексас. По попису становништва из 2010. у њему је живело 56 становника.

## Демографија
Према попису становништва из 2010. у граду је живело 56 становника, што је 18 (47,4%) становника више него 2000. године.
| Група             | 2000.      | 2010.      |
| Белци             | 30 (78,9%) | 37 (66,1%) |
| Афроамериканци    | 0 (0,0%)   | 1 (1,8%)   |
| Азијати           | 0 (0,0%)   | 1 (1,8%)   |
| Хиспаноамериканци | 6 (15,8%)  | 15 (26,8%) |
| Укупно            | 38         | 56         |